# Рамін (Німеччина)
Рамін (нім. Ramin) — громада в Німеччині, розташована в землі Мекленбург-Передня Померанія. Входить до складу району Передня Померанія-Грайфсвальд. Складова частина об'єднання громад Лекніц-Пенкун.
Площа — 46,99 км2. Населення становить 665 ос. (станом на 31 грудня 2020).

## Галерея

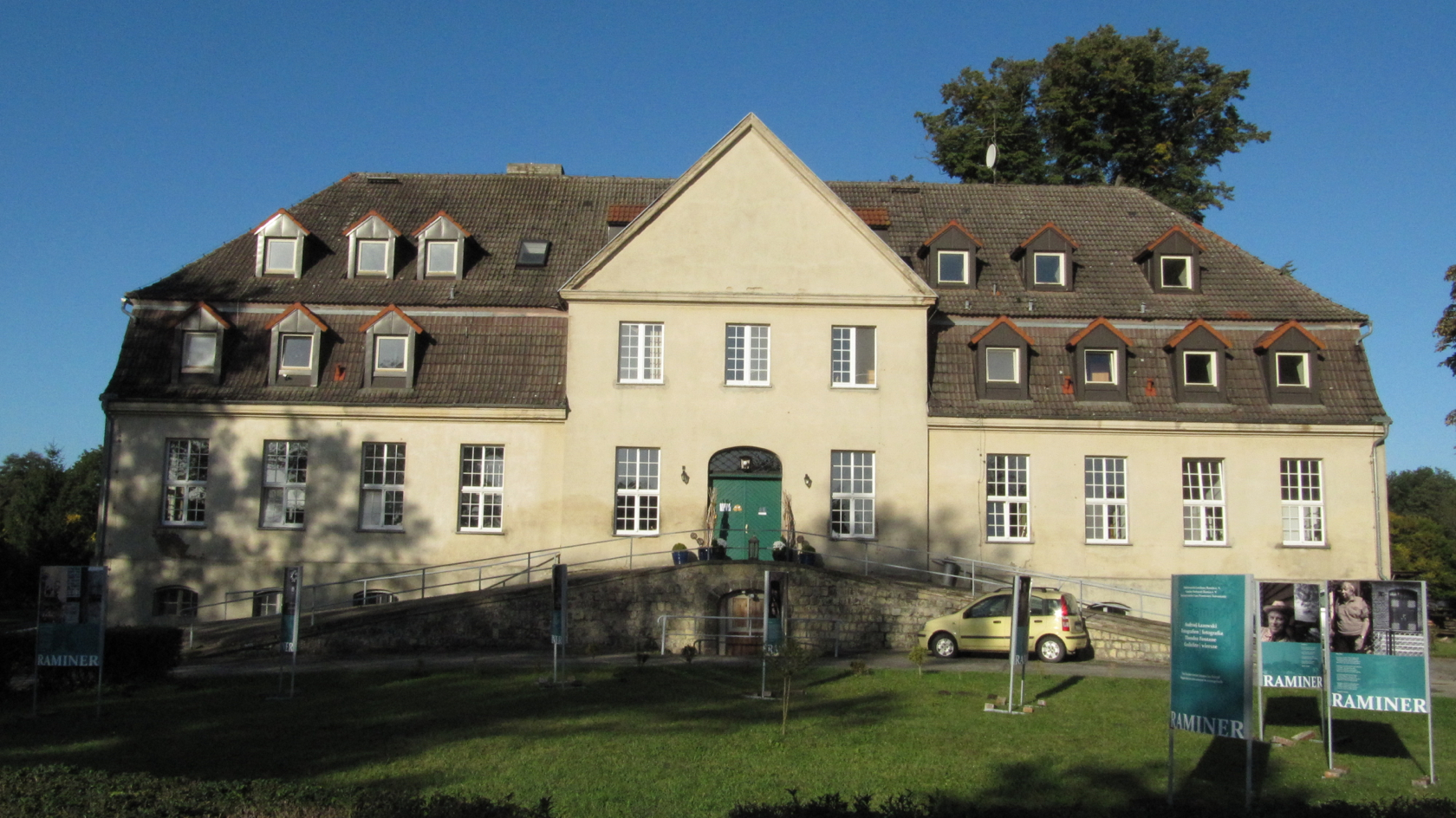
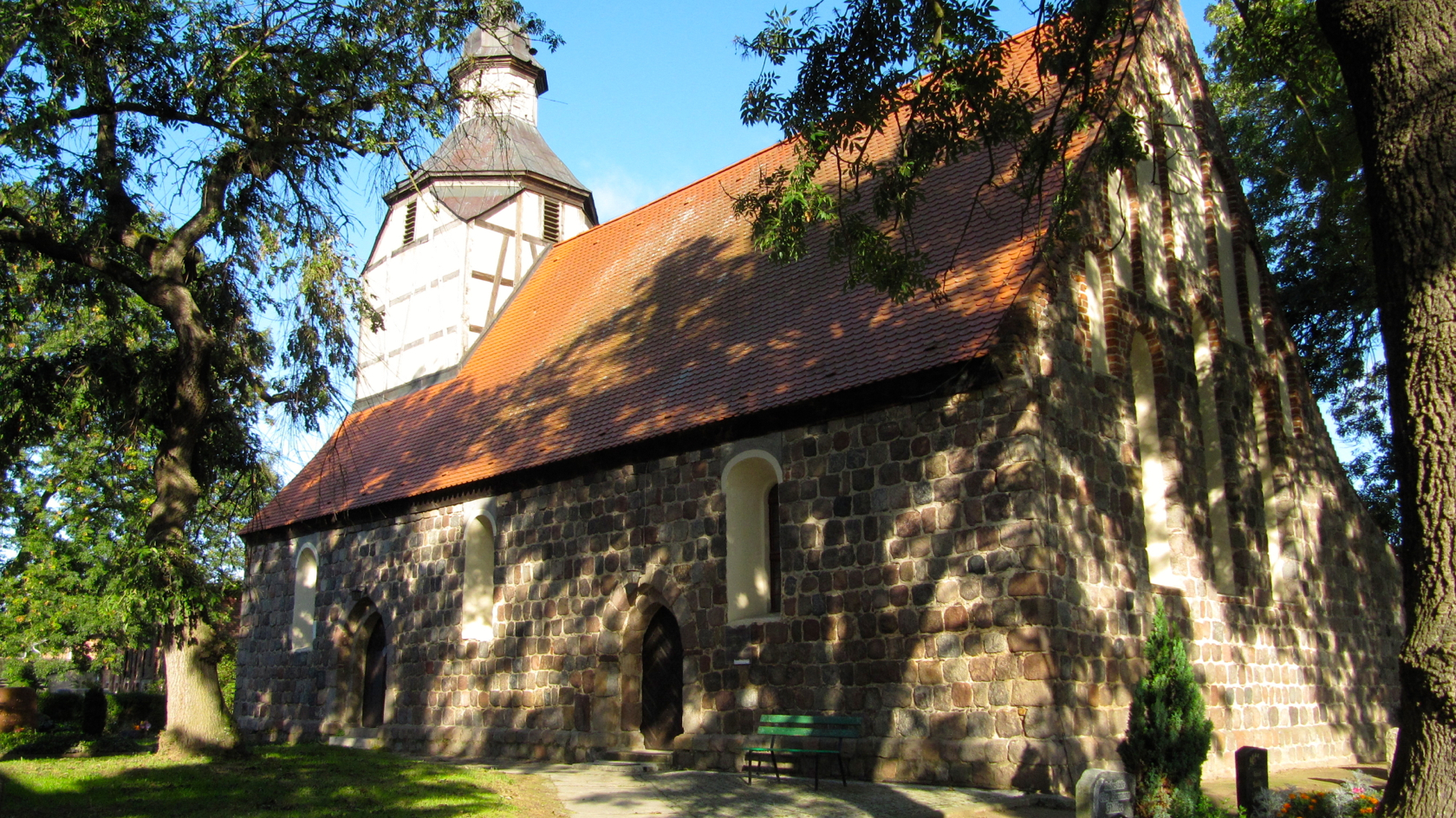